# Almogrote

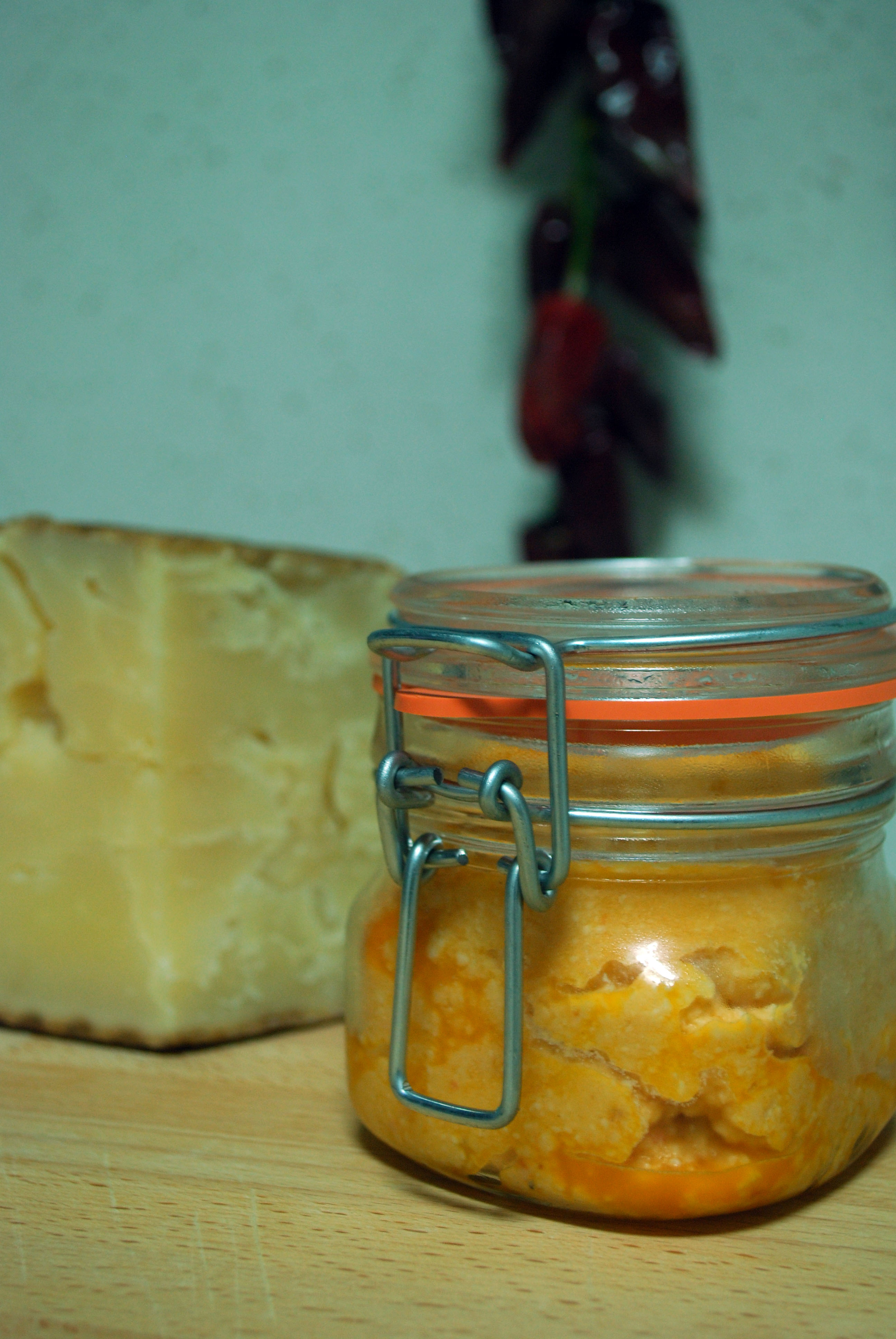
Un pot d'almogrote.

L’almogrote est une préparation de couleur orangée, dont la texture est proche de celle d'un pâté, réalisée à partir de fromage sec (généralement de chèvre), spécialité de l'île de La Gomera (îles Canaries). Le fromage est mélangé avec des poivrons ou des piments, de l'ail et de l'huile d'olive. Il est le plus souvent consommé étalé sur du pain.